# Astuvansalmi

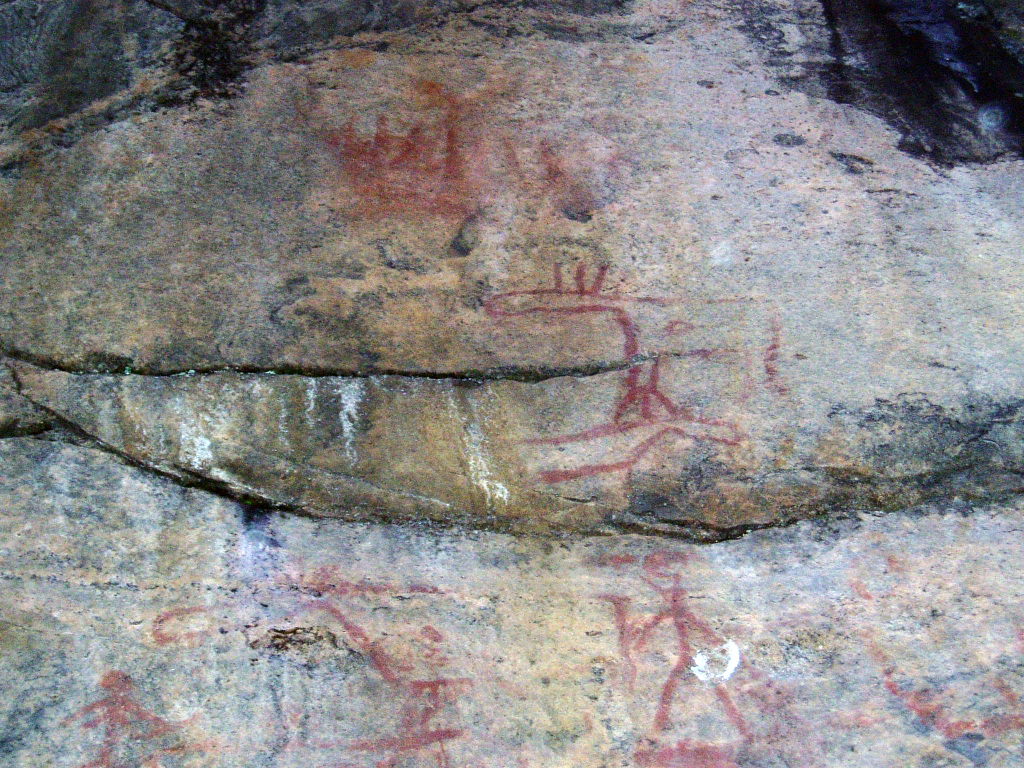
Älgar, människor och en båt i Astuvansalmi-hällmålning.

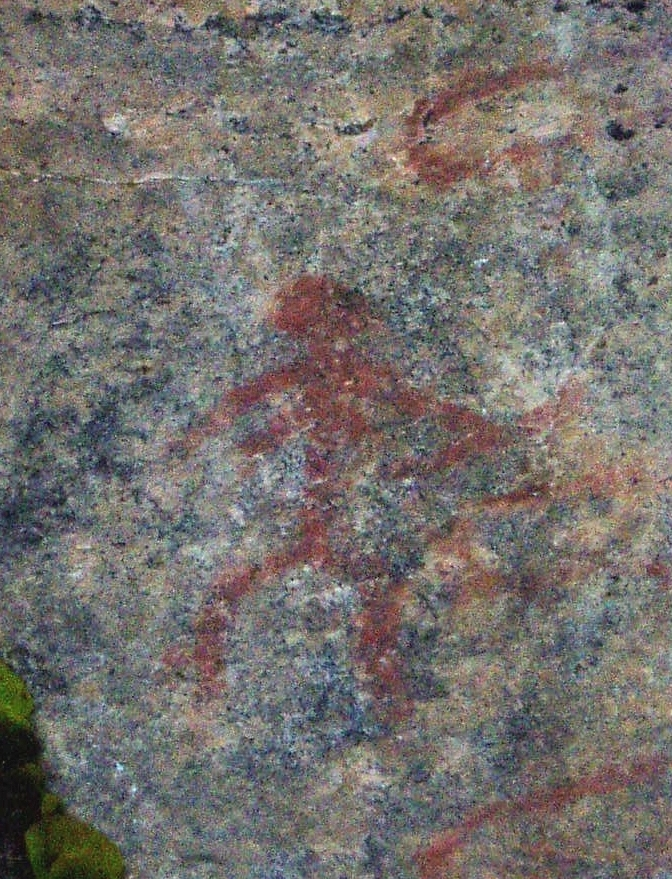
En kvinnofigur med båge – Tellervo av Astuva, en riktig sällsynthet bland hällmålningar.

Astuvansalmi är en 15 meter lång hällmålning på en brant klippvägg vid Saimendelen Yövesi i Kristina utanför S:t Michel i Savolax i Finland.
Astuvansalmis hällmålningar var redan kända bland den lokala befolkningen, innan de ”upptäcktes” av arkeologen Pekka Sarvas sommaren 1968.
Målningarna är bland Nordeuropas största; där återfinns 65 bilder, och i Finland har man inte funnit många hällmålningar, där det ens finns över 15 bilder.
Bilderna består av människofigurer, handflator och något som kan tolkas som båtar. Vid en arkeologisk undersökning på en klipphylla strax under målningen fann man två pilspetsar från senneolitikum-äldre bronsåldern.

## Förslag till världsarv
Målningarna på Astuvansalmi blev 1 oktober 1990 uppsatt på Finlands lista över förslag till världsarv, den så kallade ”tentativa listan”.